# Monnaie commune
Pour les articles homonymes, voir Monnaie (homonymie).
Une monnaie commune est une monnaie partagée par plusieurs États, mais qui n'y remplace pas les monnaies nationales. Elle s'oppose à la monnaie unique qui est une monnaie se substituant aux monnaies nationales.

## Historique et précédents
L'origine des monnaies commune est très ancienne, c'est une évolution issue du troc, utilisé dans des civilisations primitives, née de avec l'apparition du commerce entre les peuples et la nécessité d'avoir une mesure approximative de la valeur des autres marchandises. Progressivement est apparu un système de valeurs communes basé sur des échanges de métaux précieux, monnayé au départ sous forme de boules ou d'anneaux, puis sous forme de pièces de monnaie. Les grandes civilisations antiques et suivantes ont ainsi établi entre les différentes peuplades qu'ils contrôlaient un système de monnaies communes en érigeant des règles strictes allant des méthodes d'extraction des métaux utilisés et de leur qualité, jusqu'à la réalisation des monnaies. Vers 350 av. J.-C. dans son livre Ethique Aristote parle de monnaie commune à toute la Grèce.
Des monnaies communes européennes ont été créées sous l'Empire romain et sous Charlemagne et se sont effondrées lors de la chute de leur créateur.
En France, la monnaie royale a servi de monnaie commune à côté des monnaies féodales depuis les Mérovingiens. En 1389, Édouard III qui s'est proclamé roi de France et dont le royaume s'étendait sur le tiers de la France, fait frapper une monnaie commune en France, en Flandre et en Brabant qui aura aussi cours en Angleterre. Au XVIe siècle, le pistole d'or espagnol a été une monnaie commune sous la gouvernance de Sully. La monnaie unique nationale sera imposée sous la Révolution par le consul Bonaparte. Sous le troisième empire un projet de système de monnaie internationale unique a été étudié, mais est resté sans suites. On parle alors de monnaie commune, mais apparait aussi le terme alors synonyme de monnaie unique dont la définition actuelle est récente, ce qui mène à une confusion entre les deux.
En Allemagne, les États composant l'union douanière allemande ont conclus en 1857 à un système monétaire uniforme et la fabrication d'une monnaie commune. La Zollpfund a été une unité monétaire commune de pays germaniques préparant la monnaie unique dans le cadre de la confédération de l’Allemagne du Nord.
- Le sucre, monnaie adoptée le 16 avril 2009 par les membres de l'Alternative bolivarienne pour les Amériques (ALBA) plus l'Équateur, est une monnaie commune où subsistent les monnaies nationales.
- Le rouble est la monnaie commune de la Communauté des États indépendants, alors que certains de ses États impriment leur propre monnaie.
- On peut aussi appeler « monnaie commune » l'Unité de compte européenne (ECU), monnaie officielle de 1979 à fin 1998 de la Communauté économique européenne, puis de l'Union européenne, mais ce point est discuté, l'ECU n'étant « qu' » une unité de compte.

Le terme de monnaie commune est utilisé en 1990 lors de la réunification allemande, puis à partir des années 2000 dans l'espace francophone pour désigner une monnaie commune à plusieurs États, en principe indépendants.

## Fonctionnement d'une monnaie commune
Une monnaie commune ne nécessite pas d'avoir une même monnaie. Le système peut se baser sur une correspondance monétaire comme un métal étalon mesuré au poids, tel que le cuivre l'or ou l'argent ou d'autres valeurs.
Aujourd'hui « La monnaie commune (est) gérée par la Banque Centrale de la Zone monétaire  ». «Elle se superpose aux monnaies nationales. Ces dernières sont gérées par « les banques centrales nationales (qui) sont des banques centrales à part entière, libres de mener la politique monétaire de leur choix, et non des succursales de la Banque centrale de la zone... (Leur gestion) doit permettre à chaque pays de mener la politique monétaire de son choix, sans qu'il puisse nuire à ses partenaires ».

### Les transactions intérieures à la zone
« Chaque pays participant utilise sur son territoire sa propre monnaie. La banque centrale de chaque pays s'engage à changer sa monnaie nationale contre la Monnaie commune... (et à) fournir des devises étrangères à ses résidents en les achetant aux autres pays de la zone contre de la Monnaie commune ».

### Les taux de change à l'intérieur de la zone
« Les taux de conversion initiaux entre Monnaie commune et chaque monnaie de la zone sont fixés par accord entre les participants pour refléter au mieux la compétitivité de chaque nation... Les taux de change entre les monnaies nationales et la Monnaie commune sont fixes, mais on peut instituer un système de révision des taux de change qui reflète les variations d'inflation ou de coûts salariaux, ou tout autre paramètre qui permet de conserver le pouvoir d'achat de la Monnaie commune dans le pays concerné ». André Grjébine estime que les « ajustements des taux de change devraient donner aux États la marge de manœuvre nécessaire pour rechercher par des politiques économiques différenciées l'harmonisation des conditions de production au sein de l'espace européen ». Jacques Riboud préconise un ajustement quotidien des parités des monnaies en fonction des inflations : « L'indice quotidien est calculé en fonction de la dernière progression d'indice mensuel communiqué ».
Les monnaies nationales n'étant convertibles qu'en Monnaie commune, il n'y a pas de marché libre des changes entre les devises des participants. Aucune spéculation n'est donc possible sur ce terrain.

### Les transactions extérieures
« Les échanges entre pays de la zone et les pays extérieurs se font en Monnaie commune. Première solution, la Monnaie commune est cotée sur les marchés contre les autres devises mondiales. Dans ce cas la spéculation est possible sur son cours. Deuxième solution, elle n'est pas cotée, il y a contrôle des changes et taux de change administrés par la Banque centrale de la zone monétaire. Il n'y a plus de spéculation ».

## Zone Franc CFA
La zone du franc CFA est , depuis sa création en 1958, la devise officielle des six États membres de la Communauté économique et monétaire de l'Afrique centrale. Il est divisé en cent centimes.
Son équivalent en Afrique de l'Ouest est également le franc CFA (UEMOA) mais, bien que les taux de conversion vis-à-vis de l'euro (auquel les deux monnaies sont arrimées) soient identiques (655,957 francs pour 1 euro[Note 1]), leur usage n'est pas interchangeable (on ne peut donc payer en Franc CFA UEMOA des produits vendus en Afrique centrale).
Le 21 décembre 2019, à Abidjan, Emmanuel Macron et Alassane Ouattara annoncent l'hypothèse de la disparition du franc CFA (UEMOA). Il devrait être remplacé par l'eco le  1er juillet 2020. Cette décision s'accompagne de deux changements : la suppression du compte d’opération à la Banque de France et des sièges occupés par les représentants français au sein des instances de la BCEAO. En contrepartie dans un premier temps, la Banque de France assurera la parité entre l'eco et l'euro.
Le 20 mai 2020, La fin du Franc CFA est validée par l'adoption d'un projet de loi qui sera soumis à l’Assemblée nationale et au Sénat français  qui entérine cette monnaie commune par le Conseil des Ministres français, le 20 mai 2020. La Banque Centrale des États de l'Afrique de l'Ouest (BCEAO) ne sera plus obligée de déposer la moitié de ses réserves de change auprès du Trésor Public français.
Le 10 décembre 2020, la France ratifie la loi portant sur la réforme du franc CFA de l'uemoa apportant d'importants changements.
La nouvelle monnaie unique ouest-africaine (Eco) doit voir le jour au troisième semestre 2020.

## Une monnaie commune mondiale
Une monnaie commune mondiale permettrait de stabiliser les taux de change au niveau mondial et d'échapper aux crises monétaires et économiques les plus ravageuses. Cette monnaie ne saurait être une monnaie nationale qui donnerait au pays qui la possède des avantages économiques exorbitants. Elle ne circulerait qu'entre États et non au sein des États. J.M. Keynes la préconisait lors des négociations de Bretton Woods en 1944. Gabriel Galand, sur la base d'une proposition de P. Davidson (1994), propose un Système Monétaire International fondé sur une monnaie commune internationale dans un article du 1er juillet 2002 intitulé « Système financier international et liberté des nations ».
La monnaie commune servirait de monnaie de réserve supranationale. Elle éviterait l'accumulation de réserves de change massives de la part de pays qui se protègent des crises financières mondiales, telles la Chine ou les pays du Sud-est asiatique. Ces réserves créent des déséquilibres mondiaux et contribuent à l'insuffisance de la demande mondiale. Elles jouent un rôle important dans la crise initiée en 2007.
Actuellement, le seul instrument qui se rapproche le plus d'une monnaie mondiale sont les droits de tirage spéciaux du FMI. Il a toutefois un rôle davantage comptable que monétaire, mais il est tout de même utilisé comme étalon de mesure, en remplacement du dollar, dans des secteurs tels que le transport de marchandises international.
Bernard Lietaer, économiste impliqué dans la fondation de la monnaie européenne, soutient la monnaie Terra, une monnaie mondiale basée sur un panier d'une douzaine de commodités et de services parmi les plus courants sur le marché mondial stockées en réserves. La mise en place, pour l'instant pas à l'ordre du jour, s'inspirerait de l'Euro.